# Коссоль
Коссо́ль (фр. Caussols) — коммуна на юго-востоке Франции в регионе Прованс — Альпы — Лазурный берег, департамент Приморские Альпы, округ Грас, кантон Вальбонн. До марта 2015 года коммуна административно входила в состав упразднённого кантона Ле-Бар-сюр-Лу (округ Грас).
Площадь коммуны — 27,39 км², население — 219 человек (2006) с выраженной тенденцией к росту: 253 человека (2012), плотность населения — 9,2 чел/км².

## Население
Население коммуны в 2011 году составляло — 248 человек, а в 2012 году — 253 человека.
| 1962 | 1968 | 1975 | 1982 | 1990 | 1999 | 2006 | 2007 | 2011 | 2012 |
| ---- | ---- | ---- | ---- | ---- | ---- | ---- | ---- | ---- | ---- |
| 43   | 60   | 61   | 99   | 117  | 150  | 219  | 229  | 248  | 253  |

Динамика численности населения:

## Экономика
В 2010 году из 163 человек трудоспособного возраста (от 15 до 64 лет) 128 были экономически активными, 35 — неактивными (показатель активности 78,5 %, в 1999 году — 70,3 %). Из 128 активных трудоспособных жителей работали 118 человек (65 мужчин и 53 женщины), 10 числились безработными (5 мужчин и 5 женщин). Среди 35 трудоспособных неактивных граждан 6 были учениками либо студентами, 15 — пенсионерами, а ещё 14 — были неактивны в силу других причин.
На протяжении 2010 года в коммуне числилось 114 облагаемых налогом домохозяйств, в которых проживало 260,5 человек. При этом медиана доходов составила 20 тысяч 388 евро на одного налогоплательщика.